# Kennmuskel
Als Kennmuskel wird in der Anatomie ein Muskel bezeichnet, der von einem Rückenmarkssegment innerviert wird. Klinische Relevanz haben die Kennmuskeln, da durch diese der Ort einer Schädigung eingegrenzt werden kann. Durch den Ausfall des Muskels sind bestimmte Reflexe nicht mehr auslösbar und manche Bewegungen können nicht mehr durchgeführt werden.

## Wichtige Kennmuskeln im menschlichen Körper
| Nervenwurzel | Kennmuskel                               | Reflex                                    | Funktion                                 |
| ------------ | ---------------------------------------- | ----------------------------------------- | ---------------------------------------- |
| C5           | M. deltoideus                            |                                           | Seitliches Anheben des Armes (Abduktion) |
| (C5-)C6      | M. biceps brachii                        | Bizepssehnenreflex                        | Beugung im Ellenbogen (Flexion)          |
| (C5-)C6      | M. brachioradialis                       | Brachioradialis Reflex / Supinator-Reflex | Außendrehung Ellenbogen (Supination)     |
| C7           | M. triceps brachii                       | Tricepssehnenreflex                       | Streckung im Ellenbogen (Extension)      |
| C7           | M. pronator teres                        | Pronator-teres-Reflex                     | Eindrehung des Ellenbogen (Pronation)    |
| C8           | Kleinfingerballenmuskeln                 |                                           |                                          |
| C8           | Mm. interossei                           |                                           |                                          |
| (L3-)L4      | M. vastus medialis & M. vastus lateralis | Patellasehnenreflex                       | Streckung des Beins (Extension)          |
| L5           | M. tibialis anterior                     |                                           |                                          |
| L5           | M. extensor hallucis longus              | Tibialis-posterior-Reflex (TPR)           | Streckung der Großzehe                   |
| L5           | M. tibialis posterior                    | Tibialis-posterior-Reflex (TPR)           | Eindrehung des Fuß (Supination)          |
| S1(-S2)      | M. triceps surae                         | Achillessehnenreflex                      | Fußsenkung (Plantarflexion)              |